# Самойлов, Василий Михайлович
Васи́лий Миха́йлович Само́йлов (1782—1839) — русский драматический и оперный артист (лирико-драматический тенор) Петербургской труппы императорских театров.
Родоначальник известной актёрской династии Самойловых. Муж Софьи Самойловой, отец нескольких артистов императорской сцены, дед и прадед следующих поколений артистов Самойловых.
Портрет певца работы художника Ф. Солнцева (первая треть XIX века) хранится в Мемориальном музее-квартире семьи актёров Самойловых (филиал Санкт-Петербургского государственного музея театрального и музыкального искусства).

## Биография
Василий Самойлов родился в Москве, в купеческой семье 6 (17) апреля 1782 года. Рано проявив музыкальность, научился игре на кларнете. Пел в московском церковном хоре купца Колокольникова при св. Никиты Мученика. Его голос привлек внимание актёра и певца А. Померанцева, который стал первым театральным педагогом Василия. Ушёл из дома, так как отец не позволял ему идти в артисты и пешком добрался до Санкт-Петербурга, где определился в капитульский хор и стал брать уроки пения у А. М. Крутицкого и сценического мастерства у И. А. Дмитревского.
В 1803 году состоялся его дебют в петербургском Большом Каменном театре: сначала в драме «Суд царя Соломона» на музыку А. Н. Титова, затем в партии Инфанта в опере В. Мартин-и-Солера «Редкая вещь». Одновременно с ним на той же сцене дебютировала воспитанница Императорского театрального училища Софья Черникова, происходившая из известной артистической семьи Черниковых. Оба дебютанта были приняты на сцену, вскоре они поженились.
Самойлов был взят в императорскую труппу с окладом в 1000 рублей, однако, по мнению критики, молодой артист поначалу «не подавал тех блестящих надежд, которые он впоследствии осуществил». Много работая, он добивался успеха постепенно. Его вокальными уроками руководили К. Кавос и Ф. Антонолини. Журнал «Сын Отечества» писал о Самойлове: «Сей редкий певец и актёр служит доказательством, до какой степени совершенства возвыситься можно, если соединить счастливые дары природы с охотою и старанием».
Певец «обладал высоким грудным голосом, звучным и гибким, был актёром яркого темперамента, большого сценического мастерства. Исполнял также партии баритона, выступал в драматических спектаклях».

От природы красивый звучный голос певца баритонального тембра и обширного диапазона (легко брал верхнее ре) с годами приобрел необходимую гибкость— А. М. Пружанский
Актёрской игрой и голосом Самойлова восхищался император Александр I, вероятно за это в театре Василий Михайлович был прозван Царевичем.
Служа в петербургской труппе императорских театров более 35 лет, вплоть до своей гибели в 1839 году, исполнил огромное количество трагедийных, комедийных и характерных ролей как в оперных, так и в драматических спектаклях. Пел под управлением дирижёров К. Кавоса и Ф. Е. Шольца. Участвовал в концертах хора Петербургского театрального училища под упроавлением Г. Я. Ломакина, исполняя сольные партии в произведениях А. Л. Гурилева и С. А. Дегтярева. Стал первым исполнителем в России сольных партий в «Сотворении мира» и «Временах года» Й. Гайдна (5 марта 1808 года и 16 марта 1810 года соответственно) а также первым исполнителем партии Лициния в опере Г. Спонтини «Весталка» (26 октября 1812 года). 27 июля 1814 года по случаю возвращения из Франции императора Александра и русских войск — победителей в Отечественной войне с Наполеоном, исполнил кантату Ф. Антонолини «Ты возвратился, благодатный».
Погиб в результате несчастного случая 11 (23) июля 1839 года, утонув в Финском заливе. 

Вас. Мих. Самойлов 11 июля 1839 г. отправился в Сергиевскую пустынь к обедне. Когда он возвращался домой, шквал опрокинул лодку, и артист утонул. 16 июля тело его было найдено, а 17 июля предано земле в Сергиевской пустыни— А. Я. Панаева
Похоронен в Сергиевой Приморской пустыни. В 1931 г. перезахоронен вместе с дочерьми в Некрополе мастеров искусств.

## Вокальные партии
- 1805 — «Князь-невидимка, или Личарда-волшебник» К. Кавоса — Всеслав (первый исполнитель)
- 1805 — «Леста, днепровская русалка» С. И. Давыдова — Видостан (первый исполнитель)
- 1805 — «Ям» А. Н. Титова — Модест (первый исполнитель)
- 1806 — «Илья-богатырь» К. Кавоса — Владисил (первый исполнитель)
- 1806 — «Любовная почта» К. Кавоса — Граф Брянский (первый исполнитель)
- 1807 — «Русалка» С. И. Давыдова или К. Кавоса — Видостан (первый исполнитель)
- 1808 — «Оборотни, или Спорь до слез, а об заклад не бейся» на музыку разных композиторов — Миловзор (первый исполнитель; исполнял в одном спектакле сразу три партии[3])
- 1808 — «Посиделки, следствие Яма» А. Н. Титова — Алексей (первый исполнитель)
- 1808 — «Три брата горбуны» К. Кавоса — Изур (первый исполнитель; Кавос написал эту оперу специально для Василия и Софьи Самойловых[7])
- 1809 — «Девишник, или Филаткина свадьба» А. Н. Титова — Модест (первый исполнитель)
- 1813 — «Водовоз, или Двухдневное приключение» Л. Керубини, — Арман (впервые в Петербурге; есть упоминания, что он исполнял также басовую партию Микели[3])
- 1813 — «Иосиф в Египте» Э. Мегюля — Симеон (впервые в Петербурге)
- 1814 — «Крестьяне, или Встреча незваных» С. Н. Титова — Граф Радугин (первый исполнитель)
- 1814 — «Сандрильона» Д. Штейбельта — Рамир
- 1814 — «Весталка» Г. Спонтини, — Лициний
- 1815 — «Жоконд, или Искатели приключений» Н. Изуара — Жоконд
- 1815 — «Алина, королева Голкондская» Ф. Буальдьё — Дон Леон де Монтемара
- 1815 — «Фаниска» Л. Керубини — Замоский
- 1815 — «Жёлтый Карло, или Волшебница мрачной пустыни» Ф. Антонолини — Флоридор (первый исполнитель)
- 1815 — «Иван Сусанин» К. Кавоса — Матвей (первый исполнитель)
- 1816 — «Похищение из сераля» В. А. Моцарта — Селим (впервые в Петербурге)
- 1816 — «Титово милосердие» В. А. Моцарта — Секстий
- 1816 — «Жан Парижский» Ф. Буальдьё, — Жан Парижский
- 1816 — «Так поступают все женщины, или Школа влюбленных» В. А. Моцарта — Феррандо
- 1816 — «Зораима и Зюльнар» Ф. Буальдьё — Зюльнар
- 1817 — «Удача от неудачи, или Приключение в жидовской корчме» И. А. Ленгарда — Граф Боеславский (первый исполнитель)
- 1818 — «Вавилонские развалины, или Торжество и падение Гиафара Бармесида» К. Кавоса — Гиафар Бармесид (первый исполнитель)
- 1818 — «Добрыня Никитич, или Страшный замок» К. Кавоса и Ф. Антонолини — Добрыня Никитич (первый исполнитель)
- 1818 — «Волшебная флейта» В. А. Моцарта — Тамино
- 1821 — «Молодая вспыльчивая жена» Ф. Буальдьё — Эмиль де Вальрива
- 1821 — «Сорока-воровка, или Опасность судить по наружности» Дж. Россини — Фернандо
- «Мельник — колдун, обманщик и сват» М. Соколовского — Филимон
- «Старинные святки» Ф. Блимы — Любим
- «Павел и Виргиния» Р. Крейцера — Павел (В.Самойлов выбрал это произведения в собственный бенефис[7])
- «Камилла, или Подземелье» Н. Далейрака — Альберт
- «Леон, или Монтенерский замок» Н. Далейрака — Леон
- «Стратоника» Э. Мегюля — Зелевк
- «Евфросина и Корадин, или Исправленный тиран» Э. Мегюля — Корадин
- «Подложный клад, или Опасно подслушивать у дверей» Э. Мегюля — Дорваль
- «Двое слепых в Толедо» Э. Мегюля — Мендоза
- «Гризельда» Ф. Паэра — Маркиз
- «Ричард Львиное Сердце» А. Гретри" — Ричард Львиное Сердце
- «Рауль Синяя Борода» А. Гретри — Виржи
- «Каирский караван» А. Гретри — Сен-Фар
- 1822 — «Агнесса» («Отец и дочь») Ф. Паэра — Уберт (впервые в Петербурге; во время подготовки партии посещал психиатрическую лечебницу, где наблюдал за поведением больных[3].)
- 1822 — «Жар-птица, или Приключения Ивана-царевича» К. Кавоса и Ф. Антонолини — Багарам (первый исполнитель)
- 1822 — «Мнимый невидимка, или Суматоха в трактире» К. А. Кавоса — Любосмехов (впервые в Петербурге)
- 1823 — «Гений Итурбиель, или Тысяча лет в двух днях визиря Гаруна» К. Кавоса и Ф. Антонолини — Султан Альмавива (первый исполнитель)
- 1825 — «Пиемонтские горы, или Взорвание Чортова моста» К. Кавоса и И. Ленгарда — Франческо (первый исполнитель)
- 1825 — «Забавы калифа, или Шутки на одни сутки» А. Алябьева, А. Верстовского и Ф. Е. Шольца — Гарун-аль-Рашид (впервые в Петербурге)
- 1828 — «Дон Жуан» В. А. Моцарта — Дон Жуан (впервые в Петербурге)
- 1828 — «Пустынник Дикой горы» М. Э. Карафы — Пустынник
- «Фернанд Кортес, или Завоевание Мексики» Г. Спонтини — Фернанд Кортес
- «Елизавета, королева Английская» Дж. Россини — Норфольк
- 1829 — «Пан Твардовский» А. Верстовского — Твардовский (впервые в Петербурге)
- 1830 — «Женевьева Брабантская» Д. Шелихова — Палатин (первый исполнитель)
- 1831 — «Братоубийца» Д. Шелихова — ? (первый исполнитель)
- 1831 — «Фра-Дьяволо, или Гостиница в Террачине» Д. Обера — Фра-Дьяволо
- 1834 — «Цампа» Л. Ж. Ф. Герольда — Даниель Капуцци (впервые в Петербурге)
- «Горации и Куриации» Д. Чимарозы — Публий Гораций
- «Ромео и Юлия» Д. Штейбельта — Ромео
- «Немой в горах Сьерры-Морены, или Таинственный нищий» Ф. Фрэнцеля — Дон Жуан

Партнёры: В. Алексеева, С. Я. Байков, С. Биркина-Каратыгина, Е. П. Бобров, М. В. Величкин, А. Виноградова, Е. Вио, Я. С. Воробьев, А. Глухарев, Ф. Григорьев, А. П. Долбилов, Н. О. Дюр, А. Г. Ефремов, П. В. Злов, А. И. Иванова, В. Иконин, Г. Ф. Климовский, М. Лебедев, А. Е. Пономарев, Х. Ф. Рахманова, С. А. Рождественский, В. Ф. Рыкалов, С. В. Самойлова, Е. С. Сандунова, Е. С. Семёнова, Н. С. Семёнова, Е. Я. Сосницкая, А. Супрунов, П. И. Толченов, А. Фёдоров, Фиялова [Виала́] мл., М. А. Чудин, Василий С. Шарапов, М. Ф. Шелехова, А. С. Шелихова, В. А. Шемаев, М. Г. Шувалов.